# Richland (Texas)
Richland es un pueblo ubicado en el condado de Navarro en el estado estadounidense de Texas. En el Censo de 2010 tenía una población de 264 habitantes y una densidad poblacional de 95,62 personas por km².

## Geografía
Richland se encuentra ubicado en las coordenadas 31°55′19″N 96°25′41″O / 31.92194, -96.42806. Según la Oficina del Censo de los Estados Unidos, Richland tiene una superficie total de 2.76 km², de la cual 2.74 km² corresponden a tierra firme y (0.94%) 0.03 km² es agua.

## Demografía
Según el censo de 2010, había 264 personas residiendo en Richland. La densidad de población era de 95,62 hab./km². De los 264 habitantes, Richland estaba compuesto por el 89.02% blancos, el 4.55% eran afroamericanos, el 1.14% eran amerindios, el 0.38% eran asiáticos, el 0% eran isleños del Pacífico, el 3.79% eran de otras razas y el 1.14% pertenecían a dos o más razas. Del total de la población el 7.58% eran hispanos o latinos de cualquier raza.